# Bataille de Yehuling
Invasion mongole de la dynastie Jin
Batailles
Bataille de Yehuling - Bataille de Zhongdu (en) - Siège de Kaifeng - Siège de Caizhou
La bataille de Yehuling (chinois simplifié : 野狐岭战役 ; chinois traditionnel : 野狐嶺戰役 ; pinyin : Yěhúlǐng Zhànyì), littéralement la bataille de la crête du Renard Sauvage, fut une bataille majeure et décisive entre l'Empire mongol et la dynastie Jürchen des Jin, qui règne sur la Mandchourie et le nord de la Chine. Elle a lieu pendant la première phase de l'Invasion mongole de la dynastie Jin, entre août et octobre 1211 à Yehuling (野狐嶺; lit. "crête du Renard Sauvage"), qui est situé au nord-ouest de l'actuel Xian de Wanquan, Zhangjiakou, Hebei. La bataille s’achève par une victoire mongole décisive, suivie peu après de l'assassinat de Wanyan Yongji, l'empereur du Jin, par un de ses généraux. Elle a également accéléré l'affaiblissement et le déclin de la dynastie Jin.

## Situation avant la bataille
En 1206, Temüjin a unifié sous son commandement toutes les tribus de la Mongolie et reçu le titre de "Genghis Khan". Les Jürchen de la Dynastie Jin, qui contrôlent le nord de la Chine, deviennent un obstacle majeur dans la quête de domination mondiale de l'Empire mongol. Dans le passé, les dirigeants de la dynastie Jin avait adopté une stratégie de division et de domination pour briser toute volonté d'unification des différentes tribus mongoles et les garder sous contrôle. Cependant, après s'être rendu compte que cette stratégie ne fonctionnait plus, ils ont commencé à se préparer activement à la guerre dans le but d'éliminer la menace mongole en une seule campagne. À partir du règne de l'Empereur Zhangzong, les Jin entament la construction d'une ligne de défense d'environ 300 kilomètres le long de leur frontière nord ; cette ligne est parfois appelée "la grande muraille Jin".
Un peu plus tôt, en l'an 1204, Genghis Khan avait mis au pas la tribu mongole des Ongud, qui aidait la dynastie Jin à garder sa frontière nord, avant de former une alliance avec ces derniers en mariant sa fille au fils de leur chef. Les Mongols contrôlaient donc la région au nord des monts Yin et ont commencé à stocker des ressources en vue d'une campagne militaire contre la dynastie Jin. De plus, les Mongols avaient aussi activement infiltré le nord de la Chine et incité certains Jurchens à se rendre ou à faire défection. Wanyan Yongji, l'empereur du Jin, sous-estimait la menace mongole et avait progressivement négligé les défenses du nord devant protéger l'empire contre ces derniers. Il se faisait aussi des illusions sur la puissance réelle de la dynastie Jin qu'il surestimait, et celle des Mongols, qu'il sous-estimait.
En 1210, Genghis Khan insulta Wanyan Yongji en déclarant publiquement que l'empereur Jin était lâche et inapte à diriger. "L'empereur devrait être un homme du ciel comme moi." Lorsque Wanyan Yongji eut vent de ces propos, il était tellement furieux qu'il a fait exécuter l'ambassadeur mongol. Les tensions entre les Mongols et la dynastie Jin commencèrent à s'intensifier. En mars 1211, les Mongols ont rassemblé 90 000 soldats pour lancer une campagne contre la dynastie Jin, ne laissant derrière eux qu'environ 2 000 hommes pour garder leurs bases arrière en Mongolie. Cela signifie que plus de 90% des forces mongoles ont été mobilisées pour partir au combat. Avant de partir, Genghis Khan pria Tengri le long de la rivière Kherlen et lui demanda de bénir les Mongols en leur offrant la victoire. Il fit également un vœu symbolique, en jurant de venger son ancêtre Ambaghai, qui fut exécuté par crucifiement en 1146 sur ordre de l'Empereur Jin Xizong.

## Déroulement des combats
La bataille s'est déroulée en trois temps, entre mars et octobre 1211.

### Bataille de la forteresse de Wusha
Duji Sizhong (獨吉思忠), le Chancelier de l'empereur du Jin, a mené le gros de l'armée du Jin sur la ligne de front nord-ouest. Les effectifs des troupes de Sizhong ne pouvaient pas égaler ceux des cavaliers mongols, car les jurchens n'avaient que 30 000 à 50 000 hommes. Le chancelier envoya des troupes pour renforcer les défenses le long de la Grande Muraille de la dynastie Jin, afin d'empêcher les Mongols d'avancer plus au sud. Genghis Khan ordonna à son troisième fils, Ögedeï, de diriger une force séparée pour attaquer la capitale occidentale de Jin, Xijing (西京), et bloquer les renforts ennemis. Le Khan lui-même a mené le gros des troupes mongoles pour attaquer la forteresse de Wusha (烏沙堡) et à prendre le camp de Wuyue (烏月營), détruisant ainsi les lignes de défense de l'armée du Jin. Duji Sizhong est tué lors des combats et la plus grande partie de l'armée Jin a été anéantie. Cette bataille a eu lieu entre mars et fin juin 1211 et les Mongols se sont ensuite reposés pendant environ un mois avant de se diriger vers Yehuling et d'envoyer un ambassadeur pour rencontrer la cour impériale de Jin.

### Bataille de Yehuling et Huan'erzui
Wanyan Chengyu (完顏承裕), le successeur de Duji Sizhong au poste de chancelier, a été chargé de commander l'armée du Jin. Il ordonna à ses hommes d'abandonner les trois villes de Hengzhou (恆州), Changzhou (昌州) et Fuzhou (撫州) et de se diriger vers Yehuling. Son but était d'utiliser le terrain montagneux de Yehuling pour bloquer la cavalerie mongole et ainsi compenser le fait qu'il était largement surpassé en nombre par les Mongols.
Le terrain montagneux est en effet mauvais pour la cavalerie mongole, mais c'est aussi un mauvais endroit pour se battre pour les grandes unités qui composent l'armée Jin. Ces unités étaient dispersées entre les montagnes et le goulot d'étranglement que représente la vallée. Le terrain difficile et la grande distance rendent la communication et la coordination difficiles, ce qui s'avérera fatal pour les Jin, lorsque les Mongols lanceront une attaque ciblée et concentrée.
La cour impériale du Jin a envoyé Shimo Ming'an (石抹明安), un fonctionnaire d'origine khitan, rencontrer Genghis Khan et entamer des négociations de paix. Cependant, le Khan a réussi à inciter Shimo Ming'an à se rendre et à passer à son côté. Shimo fournit alors à ses nouveaux maîtres des renseignements militaires sur l'armée Jin.
Genghis Khan envoya son général Muqali, à qui il avait confié le commandement de l'unité Balu (八魯營), lancer une charge de cavalerie surprise sur l'ennemi via un passage situé à Huan'erzui (獾兒嘴). Avant la bataille, Muqali a promis à Gengis Khan : "Je ne reviendrai pas vivant si je ne défais pas l'armée Jin !". Ce serment fait monter en flèche le moral de l'armée mongole. En raison du terrain montagneux, les Mongols n'ont pas été en mesure de déployer leur cavalerie pour l'utiliser à sa pleine puissance, donc ils ont mis pied à terre et combattu comme des fantassins. En grande partie grâce à leur moral élevé, les Mongols ont vaincu les forces de l'armée du centre des Jin et se sont frayé un chemin vers le camp principal de Wanyan Chengyu. En raison des mauvaises communications entre les différentes unités, les troupes Jin déployées de part et d'autre du camp n'ont pas été en mesure d'intervenir pour renforcer les positions centrales Jin.
Finalement, l'armée Jin s'est désorganisée, son moral s'est effondré et elle a commencé à se disperser. Le commandant sur le terrain de l'armée Jin, Wanyan Jiujin (完顏九斤), a été tué au combat. À la suite de l'effondrement de l'armée centrale Jin, les autres troupes jurchens stationnées à proximité ont rapidement été mises en déroute et un massacre s'est ensuivi. Toute l'armée Jin a été détruite, laissant des cadavres sur une centaine de kilomètres. Cette bataille eut lieu en août 1211.

### Bataille de la forteresse de Huihe
Wanyan Chengyu a réussi à rallier les forces Jin dispersées après la bataille de Huan'erzui et Yehuling et à les rassembler à la forteresse Huihe (澮河堡). Cependant, il fut bientôt attaqué par les forces mongoles qui avaient poursuivi les fuyards et qui arrivèrent sur place vers octobre 1211. Les Mongols encerclèrent rapidement les forces Jin et engagèrent une bataille féroce qui dura pendant trois jours. Genghis Khan prit alors personnellement le commandement d'une unité de 3 000 cavaliers et lança une charge de cavalerie contre l'ennemi, pendant que les forces mongoles restantes suivaient derrière lui. Finalement, cette ultime armée Jin a été détruite et Wanyan Chengyu s'en est sorti de justesse. Une fois rentré à la Cour il est démis de son poste de chancelier et est remplacé par Tushan Yi (徒單鎰).

## Conséquences
Après la bataille, l'empereur Wanyan Yongji est assassiné à Zhongdu (中都 ), la capitale centrale, par un de ses généraux nommé Hushahu (胡沙虎). Ce dernier prend alors le contrôle de la ville, alors que les Mongols arrivent et assiègent Zhongdu pendant environ quatre ans. Pendant le siège, les habitants de la cité ont été forcés de recourir au cannibalisme pour survivre, avant de finalement décider de se rendre. Les Mongols ont permis à la dynastie Jin de garder le contrôle de Zhongdu mais ont forcé les jurchens à payer un tribut de 500 hommes, 500 femmes et 3.000 chevaux. Au cours de l'été 1212, l'empereur Jin Xuanzong abandonne Zhongdu et transfère la capitale à Bianjing, une ville plus au sud que l'ancienne capitale. Cette démonstration de faiblesse n'a fait qu'encourager les Mongols à poursuivre leurs attaques pour conquérir le reste des territoires de la dynastie Jin.
Les forces de la dynastie Jin ont été totalement vaincues lors de la campagne de Yehuling, qui c'est achevée après le pillage d'une dizaine de villes Jin par les Mongols. Même si la dynastie Jin parvint à conserver le pouvoir pendant une vingtaine d'années, le cœur même de sa puissance a été gravement affaibli. Malgré la défaite, les dirigeants de la dynastie Jin ont donné la priorité à la conquête de la dynastie Song, qui contrôle alors le sud de la Chine, plutôt qu'à la défense des frontières contre de futures incursions et invasions mongoles. Cela a conduit à une inimitié croissante entre les dynasties Song du Sud et Jin, jusqu'à ce que, finalement, les Song s'allient avec les Mongols contre la dynastie Jin, qui disparaît en 1234.

## A lire également
- Bataille de Mohi
- Bataille de Legnica